# Cobanocythere
Cobanocythere is een geslacht van kreeftachtigen uit de klasse van de Ostracoda (mosselkreeftjes).

## Soorten
- Cobanocythere angularis Gottwald & Scherner, 1980
- Cobanocythere arenicola Gottwald, 1980
- Cobanocythere axi Gottwald, 1980
- Cobanocythere chilensis Gottwald, 1980
- Cobanocythere cuneiformis Hartmann, 1974
- Cobanocythere dubia Bergue & Coimbra, 2008
- Cobanocythere elongata Gottwald, 1983
- Cobanocythere fernandinensis Gottwald, 1983
- Cobanocythere guttaeformis Gottwald, 1980
- Cobanocythere hartmanni Reys, 1961
- Cobanocythere hoodensis Gottwald, 1980
- Cobanocythere hoodensis Gottwald, 1983
- Cobanocythere ikeyai Higashi & Tsukagoshi, 2011
- Cobanocythere japonica Schornikov, 1975
- Cobanocythere labiata (Hartmann, 1965) Gottwald, 1980
- Cobanocythere lanceolata Gottwald, 1983
- Cobanocythere lata Higashi & Tsukagoshi, 2011
- Cobanocythere longiantennata (Marinov, 1962) Gottwald, 1980
- Cobanocythere mielkei Gottwald, 1980
- Cobanocythere navicularis Yassini & Jones, 1995
- Cobanocythere pacifica Gottwald, 1983
- Cobanocythere parva Gottwald, 1983
- Cobanocythere psammophila Gottwald, 1983
- Cobanocythere pulchra Yajima, 1987 †
- Cobanocythere sublitoralis Gottwald, 1983
- Cobanocythere subterranea (Hartmann, 1954) Gottwald, 1983
- Cobanocythere subterranoides Hartmann, 1974